# Bound Brook
Bound Brook ist eine Stadt im Somerset County des Bundesstaats New Jersey in den USA. Das U.S. Census Bureau ermittelte bei der Volkszählung 2020 eine Einwohnerzahl von 11.988.

## Geographie
Nach dem amerikanischen Vermessungsbüro hat die Stadt eine Gesamtfläche von 4,4 km², wobei keine Wasserflächen miteinberechnet sind.

## Geschichte
In Bound Brook fand am 13. April 1777 im Verlauf des Amerikanischen Unabhängigkeitskriegs die Schlacht von Bound Brook statt. Rund 4000 britische Soldaten besiegten ca. 400 Kämpfer der Kontinentalarmee.

## Demographie
Nach der Volkszählung von 2000 gibt es 10.155 Menschen, 3.615 Haushalte und 2.461 Familien in der Stadt. Die Bevölkerungsdichte beträgt 2.292,9 Einwohner pro km². 82,57 % der Bevölkerung sind Weiße, 2,52 % Afroamerikaner, 0,31 % amerikanische Ureinwohner, 2,88 % Asiaten, 0,07 % pazifische Insulaner, 8,67 % anderer Herkunft und 2,99 % Mischlinge. 34,87 % sind Latinos unterschiedlicher Abstammung.
Von den 3.615 Haushalten haben 31,0 % Kinder unter 18 Jahre. 49,1 % davon sind verheiratete, zusammenlebende Paare, 11,9 % sind alleinerziehende Mütter, 31,9 % sind keine Familien, 23,1 % bestehen aus Singlehaushalten und in 9,2 % Menschen sind älter als 65. Die Durchschnittshaushaltsgröße beträgt 2,81, die Durchschnittsfamiliengröße 3,21.
21,7 % der Bevölkerung sind unter 18 Jahre alt, 10,6 % zwischen 18 und 24, 36,2 % zwischen 25 und 44, 18,9 % zwischen 45 und 64, 12,5 % älter als 65. Das Durchschnittsalter beträgt 34 Jahre. Das Verhältnis Frauen zu Männer beträgt 100:107,1, für Menschen älter als 18 Jahre beträgt das Verhältnis 100:106,7.
Das jährliche Durchschnittseinkommen der Haushalte beträgt 46.858 USD, das Durchschnittseinkommen der Familien 51.346 USD. Männer haben ein Durchschnittseinkommen von 32.226 USD, Frauen 28.192 USD. Der Prokopfeinkommen der Stadt beträgt 22.395 USD. 10,9 % der Bevölkerung und 6,9 % der Familien leben unterhalb der Armutsgrenze, davon sind 13,8 % Kinder oder Jugendliche jünger als 18 Jahre und 5,2 % der Menschen sind älter als 65.

## Töchter und Söhne der Stadt
- John Lysak (1914–2020), Kanute